# Götz Otto
Götz Otto (15 de Outubro de 1967) é um ator alemão muito conhecido por sua alta estatura. Ele tem 199 cm de altura e é frequentemente caracterizado por seus cabelos loiros nos filmes.
Otto nasceu em Dietzenbach, em Hesse, e seus pais tinham uma padaria na cidade.
Ele é mais famoso por sua interpretação como Stamper, o assistente de Elliot Carver (Jonathan Pryce), em James Bond, O Amanhã nunca Morre, de 1997. Quando chamado para a interpretação, Götz Otto (Mr. Stamper) teve vinte segundos para se apresentar. Disse: "Eu sou grande, eu sou ruim, e eu sou alemão", ele o fez em cinco. Ele também teve um papel menor, em 1993, no filme A Lista de Schindler, de Steven Spielberg. Otto, mais tarde, desempenhou o papel de SS-Sturmbannführer Otto Günsche no filme aclamado pela crítica Der Untergang de 2004.
Otto também apareceu no filme britânico Alien Autopsy (2006).

## Filmografia
- 1993 - Schindler's List .... Guarda em Plaszow
- 1995 - After Five in the Forest Primeval .... Türsteher
- 1997 - Tomorrow Never Dies .... Stamper
- 1998 - La niña de tus ojos .... Heinrich von Wermelskirch
- 1999 - Beowulf .... Roland
- 2004 - Der Untergang .... Otto Günsche
- 2006 - Alien Autopsy .... Laszlo Voros
- 2010 - The Pillars of the Earth .... Walter
- 2012 - Iron Sky .... Klaus Adler
- 2013 - Cloud Atlas .... 	Withers